# Croix-Rouge néo-zélandaise
Pour les articles homonymes, voir Croix-Rouge.
La Croix-Rouge néo-zélandaise (New Zealand Red Cross ou Ripeka Whero Aotearoa) est une organisation humanitaire qui compte plus de 15 000 membres et bénévoles. En 2015, la Croix-Rouge néo-zélandaise célèbre son « siècle de soins » – 100 ans d'activité de la Croix-Rouge en Nouvelle-Zélande. En Nouvelle-Zélande, la Croix-Rouge fournit des services communautaires de base, tels que la popote roulante, le transport communautaire, les services aux réfugiés, des cours de premiers secours et des opérations de gestion des urgences. Sur le plan international, la Croix-Rouge néo-zélandaise envoie des travailleurs humanitaires à l'étranger pour aider dans les zones où l'aide humanitaire est nécessaire ; cela inclut la préparation et la réponse aux catastrophes. En 2013, 17 travailleurs ont été envoyés aux Philippines à la suite du typhon Haiyan et en 2014, 18 travailleurs humanitaires néo-zélandais ont répondu à l'épidémie d'Ebola en Afrique de l'Ouest.

## Histoire
L'activité ad hoc au nom de la Croix-Rouge a commencé en Nouvelle-Zélande en 1914, au début de la Première Guerre mondiale. Après un certain nombre d'enquêtes, le premier Gouverneur général de Nouvelle-Zélande, Lord Liverpool, convoqua une réunion des représentants de la Croix-Rouge et de l'Ambulance Saint-Jean à Wellington le 10 novembre 1915. Cela a conduit à la formation d'un bureau et d'un conseil nationaux et à l'émergence de la branche néo-zélandaise de la Croix-Rouge britannique, connue à partir de 1917 sous le nom de « branche néo-zélandaise de la Société britannique de la Croix-Rouge et de l'Ordre de Saint-Jean ». La Croix-Rouge a collecté des fonds et organisé des fournitures médicales, des vêtements et des colis de nourriture pour les soldats malades et blessés à l'étranger et une fois rentrés chez eux. Ils ont également aidé pendant l'épidémie de grippe en 1918 en formant des infirmières et en fournissant des fournitures médicales et des secours.
Bien que le personnel de la Croix-Rouge ait déjà répondu aux inondations et au tremblement de terre de Murchison en 1929, le tremblement de terre de Hawke's Bay du 3 février 1931 a fait prendre conscience de la nécessité d'une réponse plus efficace et centralisée aux catastrophes naturelles. Cette prise de conscience et la pression de la Croix-Rouge britannique pour la Nouvelle-Zélande pour développer une société nationale indépendante, ont conduit à la fondation de la Société de la Croix-Rouge de Nouvelle-Zélande par l'infirmière Beth Charpentier, qui a été constituée le 22 décembre 1931. La reconnaissance par le gouvernement néo-zélandais et le Comité international de la Croix-Rouge/du Croissant-Rouge a suivi en juin 1932.
La Croix-Rouge néo-zélandaise s'est à nouveau associée à l'Ordre de Saint-Jean pendant la Seconde Guerre mondiale en tant que Conseil conjoint, envoyant des secours médicaux, des fournitures, des vêtements et de la nourriture aux soldats malades et blessés et aux prisonniers de guerre néo-zélandais. En 1990, la Société a changé son nom en Croix-Rouge néo-zélandaise.
La Croix-Rouge néo-zélandaise est enregistrée en tant qu'organisme de bienfaisance en Nouvelle-Zélande.

### Colis de nourriture POW Nouvelle-Zélande WW2
La Croix-Rouge néo-zélandaise a fourni 1 139 624 colis pendant la période de guerre, emballés par 1 500 volontaires. Le contenu des colis des prisonniers était standardisé.

### Louisa Akavi
Une infirmière notable de la Croix-Rouge néo-zélandaise est Louisa Akavi (en), qui est retenue en otage par des militants de l'État islamique depuis son enlèvement en octobre 2013. La Croix-Rouge néo-zélandaise et le gouvernement néo-zélandais ont tous deux exclu de payer sa rançon aux forces de l'État islamique. Des forces militaires et de renseignement néo-zélandaises ont été envoyées en Irak dans le cadre des efforts visant à la localiser et à la sauver. À la mi-avril 2019, la Croix-Rouge néo-zélandaise a publiquement divulgué l'enlèvement d'Akavi aux médias et au public néo-zélandais et internationaux,,,.

## Programmes de la Croix-Rouge néo-zélandaise

### Travailleurs humanitaires
La Croix-Rouge néo-zélandaise envoie des Néo-Zélandais ordinaires à l'étranger pour aider là où le besoin est le plus grand depuis 1937. Le Dr Robert Gray d'Auckland et le Dr Hector Tremewan de Wellington ont été envoyés en Chine pendant la guerre sino-japonaise pour aider dans les centres médicaux et les camps de réfugiés. Depuis lors, des centaines de travailleurs humanitaires ont été envoyés à l'étranger pour aider dans les conflits et les catastrophes dans des rôles tels que les communications, les télécommunications d'urgence, la santé et les premiers secours, la sécurité, la préparation organisationnelle et l'eau et l'assainissement.
Des travailleurs humanitaires de la Croix-Rouge néo-zélandaise sont détachés auprès de la FICR et du Comité international de la Croix-Rouge (CICR). La Croix-Rouge néo-zélandaise recrute, forme et fournit des travailleurs humanitaires au CICR. C'est l'une des rares sociétés nationales à le faire dans le monde.

### Programme de récupération après le séisme de Canterbury
À la suite des tremblements de terre de septembre 2010 et février 2011, la Croix-Rouge néo-zélandaise s'est engagée à soutenir les efforts de relèvement à Canterbury. Les deux appels de la Croix-Rouge pour les tremblements de terre ont permis de recueillir 128 millions de dollars combinés, ce qui est le plus grand appel de la Croix-Rouge néo-zélandaise depuis la Seconde Guerre mondiale. Les Néo-Zélandais à eux seuls ont donné plus de 100 millions de dollars à l'appel. La Croix-Rouge néo-zélandaise a désormais aidé un Cantabrique sur quatre (plus de 100 000 personnes), accordé 91 millions de dollars de subventions et dépensé 11 millions de dollars pour des programmes de rétablissement. Les programmes vont de la réparation de maisons endommagées par le séisme, comme la campagne « Let's Find and Fix » (« Trouvons et réparons »), aux packs d'hiver et au soutien des écoles. La Croix-Rouge néo-zélandaise a également facilité le soutien psychosocial depuis les tremblements de terre aux personnes dans le besoin.

### Services communautaires
Les services communautaires sont la pierre angulaire du travail de la Croix-Rouge néo-zélandaise. Deux de ces services ont une longue histoire en Nouvelle-Zélande : le transport communautaire et la popote roulante. Le transport communautaire est passé du transport des militaires de retour malades et blessés aux rendez-vous médicaux et aux sorties pendant la Seconde Guerre mondiale. Après la guerre, le Corps des transports a étendu ses activités aux civils handicapés ainsi qu'aux militaires. Le transport communautaire continue d'emmener des personnes à des rendez-vous chez le médecin et à des visites à l'hôpital qui, autrement, pourraient ne pas être en mesure de s'y rendre. Le programme Popote roulante a été lancé en juin 1951 par le Centre de la Croix-Rouge de North Canterbury lors d'une pénurie de gaz, de charbon et d'électricité lorsque les bénévoles ont décidé de préparer de la soupe pour les personnes dans le besoin. Un propriétaire de café local a proposé de préparer le bouillon pour la soupe et de le livrer gratuitement et un boucher local a fourni gratuitement les os et la viande pour la soupe à la Croix-Rouge. En 2014, 544 843 repas ont été livrés en Nouvelle-Zélande.

### Premiers secours
Depuis l'épidémie de grippe espagnole, la Croix-Rouge néo-zélandaise a été impliquée dans la formation aux premiers secours en Nouvelle-Zélande, avec des qualifications formelles à partir des années 1920. Il y avait plusieurs cours disponibles, y compris les premiers soins, les soins infirmiers à domicile et la maternité. La Croix-Rouge néo-zélandaise détient une certification de fournisseur de formation aux premiers secours de la NZQA de catégorie 1 et forme plus de 135 000 Néo-Zélandais. Ils vendent également des trousses de premiers soins spécifiques aux blessures, des produits AED (défibrillateurs externes automatisés) et du matériel de formation.
Lors de la Journée des premiers secours 2014 (13 septembre), la Croix-Rouge néo-zélandaise a lancé une application de premiers secours et d'urgence. L'application fournit des informations étape par étape sur la façon de répondre aux situations d'urgence spécifiques à la Nouvelle-Zélande.

### Gestion des catastrophes
La Croix-Rouge néo-zélandaise dispose d'un réseau de volontaires d'intervention d'urgence en Nouvelle-Zélande qui apprennent à réagir à différentes catastrophes et à aider les Néo-Zélandais dans le besoin. Ils travaillent en étroite collaboration avec le Ministère de la Défense Civile et de la Gestion des Urgences (Ministry of Civil Defence and Emergency Management, MCDEM). Il existe actuellement 19 équipes de la Croix-Rouge néo-zélandaise en cas de catastrophe, de bien-être et de soutien (Disaster, Welfare and Support Teams, DWST) qui sont entièrement composées de bénévoles. Ces équipes participent à des exercices de simulation de catastrophe dans toute la Nouvelle-Zélande, tels que des scénarios de tremblement de terre ou de cyclone, pour s'assurer qu'elles sont préparées.
La Croix-Rouge néo-zélandaise est intervenue lors de catastrophes nationales telles que les tremblements de terre de Christchurch, le tremblement de terre de Hawke's Bay, la catastrophe de Tangiwai, la catastrophe de Wahine et, plus récemment, les inondations de juin 2015.

### Boutiques de la Croix-Rouge
Les magasins de la Croix-Rouge ont vu le jour pendant la Première Guerre mondiale, avec l'ouverture du premier magasin sur la place de la Cathédrale le 1er juin 1915. Il y a maintenant 53 magasins de Croix-Rouge en Nouvelle-Zélande, qui sont dotés de 1 400 volontaires. Les magasins vendent des biens d'occasion et tout l'argent récolté est utilisé pour financer les opérations de la Croix-Rouge néo-zélandaise.

### Services aux réfugiés
Les membres de la Croix-Rouge néo-zélandaise ont d'abord envoyé des marchandises aux réfugiés à l'étranger. L'arrivée de 733 enfants réfugiés polonais et de 102 adultes le 1er novembre 1944 a été le premier programme de réinstallation de réfugiés auquel la Croix-Rouge néo-zélandaise a participé. Depuis lors, les activités d'accueil et de soutien des nouveaux colons font partie intégrante des efforts de la Croix-Rouge. En 2013, la Croix-Rouge néo-zélandaise a fusionné avec les services aux réfugiés. Chaque année, environ 750 réfugiés sont accueillis en Nouvelle-Zélande dans le cadre du Programme de réinstallation des Nations unies. Un prix « Réfugié de l'année » a été introduit pour à la fois promouvoir le sort des réfugiés et récompenser les personnes méritantes.
La Croix-Rouge néo-zélandaise, qui a un contrat avec le gouvernement, est la principale agence soutenant les réfugiés du quota en Nouvelle-Zélande. Ils fournissent des services de réinstallation de base à Auckland, Hamilton, Palmerston North, Wellington et Nelson. Un nouveau programme appelé Pathways to Employment a été lancé par la Croix-Rouge néo-zélandaise en 2014 pour aider les personnes issues de réfugiés à trouver du travail et à atteindre leurs objectifs de carrière.

### Mouvement de la Croix-Rouge et du Croissant-Rouge
La Croix-Rouge néo-zélandaise fait partie de la plus grande organisation humanitaire au monde, la Fédération internationale de la Croix-Rouge/du Croissant-Rouge (FICR). Le mouvement de la Croix-Rouge et du Croissant-Rouge compte plus de 97 millions de bénévoles dans le monde.